# Sheldon (Vermont)
Sheldon és una població dels Estats Units a l'estat de Vermont. Segons el cens del 2000 tenia 1.990 habitants.

## Demografia
Segons el cens del 2000, Sheldon tenia 1.990 habitants, 672 habitatges, i 544 famílies. La densitat de població era de 19,9 habitants per km².
Dels 672 habitatges en un 42,7% hi vivien nens de menys de 18 anys, en un 65,9% hi vivien parelles casades, en un 10% dones solteres, i en un 19% no eren unitats familiars. En el 12,9% dels habitatges hi vivien persones soles el 4% de les quals corresponia a persones de 65 anys o més que vivien soles. El nombre mitjà de persones vivint en cada habitatge era de 2,94 i el nombre mitjà de persones que vivien en cada família era de 3,15.
Per edats la població es repartia de la següent manera: un 31% tenia menys de 18 anys, un 6,5% entre 18 i 24, un 31,9% entre 25 i 44, un 22,9% de 45 a 60 i un 7,6% 65 anys o més.
L'edat mediana era de 34 anys. Per cada 100 dones de 18 o més anys hi havia 97,6 homes.
La renda mediana per habitatge era de 42.179 $ i la renda mediana per família de 45.833 $. Els homes tenien una renda mediana de 30.870 $ mentre que les dones 23.833 $. La renda per capita de la població era de 17.134 $. Entorn del 8,2% de les famílies i el 10,5% de la població estaven per davall del llindar de pobresa.